# 坂本乙女
坂本乙女（1832年2月2日—1879年8月31日）是土佐藩士坂本龍馬的姐姐，土佐藩鄉士坂本八平和坂本幸的三女，另外有哥哥坂本權平。
擅長使用薙刀。同時不但擅長劍術、馬術、弓術、水泳等武藝，也擅長琴、三味線、舞蹈、謠曲、經書、和歌等文藝，是名文武雙全的人物。身高5尺8寸（約175cm）、体重30貫（約112kg），不但在當時，就算是現在來看也是位體型相當高大的女性。
1846年在母親幸死後，代替母職照顧龍馬並且教導龍馬書道、和歌、劍術等。1856年，和典醫岡上樹庵結婚並且生下一男一女（赦太郎・岡上菊栄），但由於家風不同，丈夫會施暴並有外遇等原因而於1867年離婚，並因此返回娘家。是最能夠理解龍馬的人，而且還會與他商量及鼓勵他。龍馬被暗殺後，龍馬之妻阿龍寄居在坂本家，但是阿龍住了三個月就離開坂本家並且到處流浪，有傳聞指出她們之間的不和是阿龍離開的原因，但阿龍後來曾表示乙女對待自己甚好，真正與她發生摩擦的，則是龍馬的兄長權平夫婦。
晩年時改名為獨，與養子坂本直宽（在北海道北見市從事開拓）住在一起。1879年因為壞血病過世。據說是因為害怕感染霍亂而沒吃蔬菜造成的。